# Stallion 1
Der Stallion 1 (engl.: Hengst 1) ist ein kleiner Radpanzer des jordanischen Herstellers KADDB, der als leicht gepanzertes Aufklärungs- und Verbindungsfahrzeug entwickelt wurde. Verwendet wird das Fahrzeug von den jordanischen Streitkräften.

## Entwicklungsgeschichte
Das Aufklärungsfahrzeug Stallion 1 wurde im Jahr 2005 vom jordanischen staatlichen Rüstungsunternehmen King Abdullah II Design and Development Bureau (KADDB) entwickelt und wenige Jahre später auf Rüstungsmessen, insbesondere der heimischen Messe SOFEX, vorgestellt. Im Wesentlichen basiert das Fahrzeug auf den britischen Ferret aus den 1950er-Jahren, von welchem 180 Stück in die jordanische Armee eingeführt wurden. Um eine Nutzungsdauer dieser Fahrzeuge zu verlängern, erfolgte in den 2000er-Jahren die Entscheidung der grundlegenden Überarbeitung dieser Kampfwagen. Seit 2007 sollen sich 50 Stallion 1 beim jordanischen Militär im Einsatz befinden.

## Technik und Bewaffnung
Das Allradfahrzeug (4×4) verwendet das Fahrgestell des Ferret, allerdings wurde die gepanzerte Kabine völlig neu gestaltet, in welcher nun drei Besatzungsmitglieder Platz finden. Statt des ursprünglichen 6-Zylinder-Benzinmotors von Rolls-Royce, ist ein 4-Zylinder-Dieselmotor von Toyota verbaut, der hinsichtlich Verbrauch und Leistung den modernen Anforderungen genügt.
Am Chassis ist eine Vorbauseilwinde verbaut, mit welcher hohe Steigungen bewältigt oder schwere Lasten bewegt werden können.
Die Bewaffnung besteht entweder aus einem leichten Maschinengewehr mit einem Kaliber von 5,56 oder 7,62 mm oder aus einem schweren Maschinengewehr im .50 BMG-Kaliber. Zum Selbstschutz steht der Besatzung eine Nebelmittelwurfanlage mit sechs Wurfbechern zur Verfügung, um mit Nebel- bzw. Rauchgranaten das Fahrzeug der Sicht des Angreifers entziehen zu können.